# Карно-Мун (Пенсилванија)
Карно-Мун (енгл. Carnot-Moon) насељено је место без административног статуса у америчкој савезној држави Пенсилванија.

## Демографија
По попису из 2010. године број становника је 11.372, што је 735 (6,9%) становника више него 2000. године.
| Група             | 2000.         | 2010.         |
| Белци             | 9.526 (89,6%) | 9.715 (85,4%) |
| Афроамериканци    | 565 (5,3%)    | 731 (6,4%)    |
| Азијати           | 286 (2,7%)    | 400 (3,5%)    |
| Хиспаноамериканци | 112 (1,1%)    | 285 (2,5%)    |
| Укупно            | 10.637        | 11.372        |